# 博士たちの間のキリスト (ヴェロネーゼ)
『博士たちの間のキリスト』（はかせたちのあいだのキリスト、伊:Disputa di Gesù con i dottori del Tempio）は、イタリアのルネサンス期ヴェネツィア派の巨匠、パオロ・ヴェロネーゼによる油彩画である。現在、スペインのマドリードにあるプラド美術館に所蔵されている。作品の制作年は議論の対象となってきた。1548年の年度は、前景の階段に座っている人物が持っている本に記載されているが、これを疑問視し、1560年代に制作されたとする見方もあり、1976年にディアナ・ヒソルフィ・ペチューカスは1565年を絵画の制作の最も早い年度として位置づけた。
本作は、ロンドンのアキュア・コレクションにあるヤコポ・バッサーノの『博士たちの間のキリスト』(1539年) に触発されている。画面の背景に描かれている建築物は、アンドレア・パッラーディオのデザインを基本としているものである。奥の列柱に表現されている建築の壮大さや人物の視線は、画面の中央で博士たちに語りかけている主役のイエス・キリストに鑑賞者の注意が向けられるように考案されている。ルカによる福音書にある、「彼 (キリスト) をつかまえることができず、むしろその答えに驚いて何も言えなかった」という場面を目の当たりにしているようである。
作品は1648年にパドヴァのコンタリーニ家にあったと記録されたが、1686年までにマドリード王宮に入った。おそらく、ディエゴ・ベラスケスが2度目のイタリア旅行 (1649年から1651年) の後にスペインに持ち帰った作品である。その後、ブエン・レティ―ロ宮に移された。